# Okurigana
Okurigana (送り仮名?  letras acompañantes) son caracteres kana de la escritura japonesa que son usados para completar una palabra que también incluye algún kanji. Representan sobre todo afijos, generalmente sufijos y a veces prefijos, que acompañan al kanji en oraciones japonesas escritas. Su uso principal es añadir flexión a los adjetivos y verbos, aunque además son utilizados para desambiguar kanji con múltiples lecturas.

Ejemplo de Okurigana.

Cuando se usan para representar la flexión de una palabra, un okurigana en un verbo puede indicar el tiempo del mismo (pasado o presente/futuro), como en tabemasu (食べます?   «comer») frente a tabemashita (食べました?   «comido»); el aspecto del tiempo (perfecto o imperfecto), como en aruku (歩く?  caminar) frente a aruite imasu (歩いています?  caminando); darle un significado afirmativo o negativo, como en nomimasu (飲みます?   «tomar») frente a nomimasen (飲みません?   «no tomar»); o agregarle un nivel de cortesía, como en okaasan (お母さん?  «una» madre) frente a haha (母?  «mi» madre).
En la actualidad el okurigana se escribe con hiragana para escribir lecturas kun'yomi (lectura japonesa) de los kanji, el uso de katakana era de uso común en el pasado para indicar las lecturas on'yomi (lectura china), pero quedó descontinuado debido a que los morfemas chinos no crean inflexiones en japonés, por lo que su pronunciación puede ser inferida del contexto porque muchos son utilizados como parte de palabras compuestas o kango.

## Ejemplos de uso
Nota: En la transliteración se empleará un punto (.) para separar la parte correspondiente al kanji de la parte correspondiente al okurigana.
El verbo escribir (書く, ka.ku), en su forma rentaikei, agrega al kanji ka (書), el okurigana ku (く) que está escrito en hiragana. Usando este mismo kanji podemos obtener más inflexiones del verbo.
- 書く (ka.ku): forma de diccionario, se usa también como presente informal afirmativo: "(yo) escribo", "(tú) escribes", "(él/ella/usted) escribe", "(nosotros) escribimos", "(vosotros/ustedes) escribís", "(ellos/ellas) escriben"
- 書かない (ka.kanai): presente informal negativo: "(yo) no escribo", etc.
- 書いた (ka.ita): pasado informal afirmativo: "(yo) escribí" o "(yo) he escrito", etc.
- 書かなかった (ka.kanakatta): pasado informal negativo: "(yo) no escribí" o "(yo) no he escrito", etc.
- 書きます (ka.kimasu): presente formal afirmativo
- 書きません (ka.kimasen): presente formal negativo
- 書きました (ka.kimashita): pasado formal afirmativo
- 書きませんでした (ka.kimasendeshita): pasado formal negativo

Los adjetivos verbales (también llamados adjetivos -i) se conjugan de forma parecida.
- 高い (taka.i): presente afirmativo: "(es) alto/caro"
- 高くない (taka.kunai): presente negativo: "no es alto/caro"
- 高かった (taka.katta): pasado afirmativo: "era alto/caro"
- 高くなかった (taka.kunakatta): pasado negativo: "no era alto/caro"

El verbo venir (来る, ku.ru) es irregular y en su conjugación cambia la lectura del kanji, que según la forma verbal puede ser ku, ki o ko:
- 来る (ku.ru): forma de diccionario y presente informal afirmativo
- 来ない (ko.nai): presente informal negativo
- 来た (ki.ta): pasado informal afirmativo

En ocasiones, de un solo kanji se deriva más de un verbo. Es el ejemplo del kanji 食, que significa "comer", y del que derivan los siguientes verbos:
- 食む (ha.mu) [arcaico]: comer [hierba], recibir un salario
- 食う (ku.u) [vulgar]: comer, (papear)
- 食らう (ku.rau): comer, beber, papear, recibir golpes, (tomar)
- 食べる (ta.beru): comer

En este caso, el okurigana determina si el kanji 食 se lee "ha", "ku" o "ta". En el peor de los casos, si el lector no conoce el verbo en cuestión pero sí el kanji que lo forma, aunque no sepa leerlo bien puede hacerse una idea de su significado.

## Reglas generales

### Verbos
1. El okurigana de los verbos del grupo I (五段動詞 godan dōshi) generalmente empieza por la última sílaba de la forma de diccionario:
飲む no.mu beber, 頂く itada.ku recibir, 養う yashina.u cultivar, 練る ne.ru practicar.
2. En el caso de los verbos del grupo II (一段動詞 ichidan dōshi) el okurigana empieza en la penúltima sílaba de la forma de diccionario, a menos que sólo tenga dos sílabas:
妨げる samata.geru prevenir, 食べる ta.beru comer, 占める shi.meru pronosticar, 寝る ne.ru dormir, 着る ki.ru vestir
3. Si el verbo tiene distintas variaciones tales como formas transitiva e intransitiva, la lectura más corta del kanji es la que se utiliza para todas las palabras relacionadas:
閉める shi.meru cerrar (transitivo, grupo II), 閉まる shi.maru cerrarse (intransitivo, grupo I), 落ちる o.chiru caerse (intr., grupo II), 落とす o.tosu dejar caer (tr., grupo I)
4. En ocasiones el okurigana ayuda a diferenciar verbos que se escriben con el mismo kanji y así eliminar posibles ambigüedades:
脅かす obiya.kasu amenazar (mentalmente o en un sentido figurado), 脅す odo.su amenazar (físicamente)

### Adjetivos
1. El okurigana de la mayor parte de los adjetivos verbales (los que acaban en -i) empieza por la i:
安い yasu.i barato, 高い　taka.i alto o caro, 赤い aka.i rojo
2. El okurigana de los adjetivos verbales que acaban en -shii empieza por shi:
楽しい tano.shii divertido, 著しい ichijiru.shii notable, 貧しい mazu.shii pobre
3. Hay excepciones cuando el adjetivo tiene una forma verbal. En este caso, como se explica en la sección anterior, la lectura del kanji permanece constante:
暖める atata.meru calentar (verbo), 暖かい atata.kai templado (adjetivo); 頼む tano.mu confiar o requerir, 頼もしい tano.moshii fiable
4. Al igual que ocurre con los verbos, el okurigana se utiliza para distinguir lecturas:
細い hoso.i fino, 細かい koma.kai menudo
5. Los adjetivos nominales (también conocidos como adjetivos -na) que acaban en -ka tienen okurigana a partir de ka:
静か shizu.ka tranquilo, 豊か yuta.ka abundante, 愚か oro.ka tonto

### Adverbios
1. La última sílaba de los adverbios se suele escribir en okurigana:
既に sude.ni ya, 必ず kanara.zu sin falta, 少し suko.shi poco

### Sustantivos
1. Los sustantivos no suelen tener okurigana:
月 tsuki luna, 魚 sakana pez, 米 kome arroz
2. Sin embargo, si el sustantivo proviene de un verbo o adjetivo, a veces puede llevar el mismo okurigana, aunque en ciertos casos se puede omitir:
釣る tsu.ru pescar (verbo), 釣り tsu.ri pesca (sust.)
3. En algunos sustantivos derivados de verbos es obligatorio omitir el okurigana:
話 hanashi cuento, 氷 koori hielo, 畳 tatami tatami
4. La forma nominal del verbo correspondiente sí toma el okurigana correspondiente:
話し hana.shi es la forma nominal del verbo 話す hana.su, y se distingue del sustantivo 話 hanashi.
5. Algunos sustantivos llevan okurigana por convenio:
兆し kiza.shi signo, 幸い saiwa.i dicha/felicidad, 勢い ikio.i vigor
6. Algunos incluso llevan okurigana para distinguir lecturas, como ocurre con los verbos y adjetivos:
幸せ shiawa.se felicidad, 幸い saiwa.i dicha/felicidad

### Palabras compuestas
1. El okurigana se puede omitir si no se produce ninguna ambigüedad ni en el significado ni en la lectura:
受け付け u.ke tsu.ke, 受付 uke tsuke recepción; 行き先 i.ki saki, 行先 iki saki dirección

### Excepciones
1. Sin embargo, hay excepciones para estas reglas y algunos okurigana lo son por convenio más que por lógica:
明るい aka.rui brillante, 恥ずかしい ha.zukashii avergonzado